# Maja Kildemoes
Maja Ring Kildemoes, född 15 augusti 1996 i Næsby, Odense, är en dansk fotbollsspelare (försvarare/mittfältare) som spelar för Brøndby IF. Hennes moderklubb är Næsby BK och hon har tidigare representerat Odense Boldklub, Odense Q och Linköpings FC.

## Klubbkarriär
Kildemoes började spela fotboll i Næsby BK som fyraåring. Mellan 2013 och 2016 spelade Kildemoes för Odense BK. Till säsongen 2016/2017 gjordes klubben om och blev Odense Q.
I november 2016 värvades Kildemoes av Linköpings FC, där hon skrev på ett tvåårskontrakt. Efter säsongen 2018 lämnade Kildemoes klubben och tog en paus från fotbollen. 2020 återvände Kildemoes till fotbollen för spel i Brøndby IF. Hon debuterade den 17 juni 2020 i en 1–0-vinst över FC Nordsjælland.

## Landslagskarriär
Kildemoes debuterade för Danmarks A-landslag den 17 september 2015 i en 2–0-vinst över Rumänien. Hon gjorde även sitt första mål i matchen.
Kildemoes var en del av det danska landslaget som tog sig till final i Europamästerskapet i Nederländerna år 2017. I turneringen spelade hon fem av sex matcher för Danmark.

## Meriter
Linköpings FC
- Damallsvenskan (1): 2017